# Masters de Cincinnati 2025
El Masters de Cincinnati 2025 fue  un torneo de tenis perteneciente a la ATP en la categoría de ATP Tour Masters 1000 y a la WTA en la categoría WTA 1000. Se disputó del 7 al 18 de agosto de 2025 en Cincinnati, Ohio (Estados Unidos), sobre canchas duras. A partir de esta edición, los cuadros individuales para ambos eventos se incrementaron de 56 a 96 jugadores.

## Puntos y premios en efectivo

### Distribución de puntos
| Evento                  | G    | F   | SF  | CF  | R16 | R32 | R64 | R128 | C  | C2 | C1 |
| Individuales masculinos | 1000 | 650 | 400 | 200 | 100 | 50  | 30  | 10   | 20 | 10 | 0  |
| Dobles masculinos       | 1000 | 600 | 360 | 180 | 90  | 0   | —   | —    | —  | —  | —  |
| Individuales femeninos  | 1000 | 650 | 390 | 215 | 120 | 65  | 35  | 10   | 30 | 20 | 2  |
| Dobles femeninos        | 1000 | 650 | 390 | 215 | 120 | 10  | —   | —    | —  | —  | —  |

### Premios en efectivo
| Evento                  | G          | F        | SF       | CF       | R16      | R32     | R64     | R128    | C2    | C1    |
| Individuales masculinos | $1,124,380 | $597,890 | $332,160 | $189,075 | $103,225 | $60,400 | $35,260 | $23,760 | $8590 | $4510 |
| Individuales femeninos  | $752,275   | $391,600 | $206,100 | $106,900 | $56,678  | $32,840 | $18,200 | $11,270 | $8590 | $4510 |
| Dobles masculinos       | $457,150   | $242,020 | $129,970 | $65,000  | $34,850  | $19,050 | —       | —       | —     | —     |
| Dobles femeninos        | $262,780   | $139,120 | $74,700  | $37,360  | $19,970  | $10,950 | —       | —       | —     | —     |

## Cabezas de serie
Debido a un cambio de calendario este año, los puntos de clasificación ATP del Masters de Canadá 2024 celebrado en Montreal y del Masters de Cincinnati 2024 se eliminarán al final del torneo. Asimismo, cualquier punto deducido de Montreal será reemplazado por el siguiente mejor resultado del jugador.

### Individuales masculino
| N.º | Rank. | Tenista               | Puntos | Puntos por defender | Puntos ganados | Nuevos puntos | Ronda hasta la que avanzó en el torneo             |
| 1   | 1     | Jannik Sinner         | 12 030 | 1200                | 650            | 11 480        | Final, se retiró ante Carlos Alcaraz [2]           |
| 2   | 2     | Carlos Alcaraz        | 8590   | 0                   | 1000           | 9590          | Campeón, venció a Jannik Sinner [1]                |
| 3   | 3     | Alexander Zverev      | 6380   | (550)               | 400            | 6230          | Semifinales, perdió ante Carlos Alcaraz [2]        |
| 4   | 4     | Taylor Fritz          | 5485   | 60                  | 100            | 5525          | Cuarta ronda, perdió ante Térence Atmane [Q]       |
| 5   | 6     | Ben Shelton           | 4320   | 250                 | 200            | 4270          | Cuartos de final, perdió ante Alexander Zverev [3] |
| 6   | 8     | Álex de Miñaur        | 3480   | 0                   | 10             | 3490          | Segunda ronda, perdió ante Reilly Opelka           |
| 7   | 9     | Holger Rune           | 3340   | (490)               | 200            | 3050          | Cuartos de final, perdió ante Térence Atmane [Q]   |
| 8   | 10    | Lorenzo Musetti       | 3235   | 50                  | 10             | 3195          | Segunda ronda, perdió ante Benjamin Bonzi          |
| 9   | 11    | Andrey Rublev         | 3210   | (800)               | 200            | 2610          | Cuartos de final, perdió ante Carlos Alcaraz [2]   |
| 10  | 14    | Frances Tiafoe        | 2890   | 650                 | 100            | 2340          | Cuarta ronda, se retiró ante Holger Rune [7]       |
| 11  | 13    | Casper Ruud           | 2995   | 100                 | 10             | 2905          | Segunda ronda, perdió ante Arthur Rinderknech      |
| 12  | 15    | Daniil Medvédev       | 2760   | 10                  | 10             | 2760          | Segunda ronda, perdió ante Adam Walton             |
| 13  | 16    | Tommy Paul            | 2610   | 50                  | 50             | 2610          | Tercera ronda, perdió ante Adrian Mannarino [Q]    |
| 14  | 12    | Karen Khachanov       | 3190   | 50                  | 100            | 3240          | Cuarta ronda, se retiró ante Alexander Zverev [3]  |
| 15  | 22    | Flavio Cobolli        | 2130   | 125                 | 10             | 2015          | Segunda ronda, perdió ante Térence Atmane [Q]      |
| 16  | 17    | Jakub Mensik          | 2396   | (16)                | 50             | 2430          | Tercera ronda, se retiró ante Luca Nardi [LL]      |
| 17  | 18    | Alejandro Davidovich  | 2275   | 100                 | 10             | 2185          | Segunda ronda, se retiró ante João Fonseca         |
| 18  | 20    | Arthur Fils           | 2180   | (60)                | 10             | 2120          | Baja antes de la segunda ronda.                    |
| 19  | 24    | Tomáš Macháč          | 2110   | 10                  | 10             | 2110          | Segunda ronda, perdió ante Adrian Mannarino [Q]    |
| 20  | 25    | Ugo Humbert           | 2095   | 50                  | 50             | 2095          | Tercera ronda, perdió ante Frances Tiafoe [10]     |
| 21  | 19    | Alexei Popyrin        | 2250   | 1010                | 50             | 1290          | Tercera ronda, perdió ante Andrey Rublev [9]       |
| 22  | 26    | Jiří Lehečka          | 2065   | 50                  | 100            | 2115          | Cuarta ronda, perdió ante Ben Shelton [5]          |
| 23  | 28    | Félix Auger-Aliassime | 1825   | 100                 | 200            | 1925          | Cuartos de final, perdió ante Jannik Sinner [1]    |
| 24  | 30    | Denis Shapovalov      | 1746   | (8)                 | 10             | 1748          | Segunda ronda, perdió ante Luca Nardi [LL]         |
| 25  | 29    | Stefanos Tsitsipas    | 1790   | 50                  | 50             | 1790          | Tercera ronda, perdió ante Benjamin Bonzi          |
| 26  | 32    | Tallon Griekspoor     | 1675   | (30)                | 10             | 1655          | Segunda ronda, perdió ante Hamad Medjedovic        |
| 27  | 31    | Brandon Nakashima     | 1700   | (180)               | 50             | 1570          | Tercera ronda, perdió ante Alexander Zverev [3]    |
| 28  | 33    | Alex Michelsen        | 1655   | 40                  | 50             | 1665          | Tercera ronda, perdió ante Holger Rune [7]         |
| 29  | 34    | Luciano Darderi       | 1404   | 50                  | 10             | 1364          | Segunda ronda, se retiró ante Francisco Comesaña   |
| 30  | 35    | Gabriel Diallo        | 1367   | (29)                | 50             | 1388          | Tercera ronda, perdió ante Jannik Sinner [1]       |
| 31  | 36    | Lorenzo Sonego        | 1321   | (56)                | 50             | 1315          | Tercera ronda, perdió ante Taylor Fritz [4]        |
| 32  | 39    | Cameron Norrie        | 1277   | 0                   | 10             | 1287          | Segunda ronda, perdió ante Roberto Bautista        |

- Ranking del 28 de julio de 2025.[4]

#### Bajas masculinas
| Rank. | Tenista             | Puntos antes | Puntos por defender | Puntos ganados | Puntos después | Motivo                 |
| ----- | ------------------- | ------------ | ------------------- | -------------- | -------------- | ---------------------- |
| 5     | Jack Draper         | 4650         | 210                 | 0              | 4440           | Lesión en el brazo.    |
| 7     | Novak Djokovic      | 4130         | 0                   | 0              | 4130           | Descanso.              |
| 21    | Grigor Dimitrov     | 2155         | 110                 | 0              | 2045           | Lesión en el pectoral. |
| 23    | Francisco Cerúndolo | 2135         | 0                   | 0              | 2135           | Lesión abdominal.      |
| 27    | Aleksandr Búblik    | 2055         | 0                   | 0              | 2055           | Descanso.              |

### Dobles masculino
| Tenistas                        | Ranking | Preclasificado |
| Marcelo Arévalo Mate Pavić      | 2       | 1              |
| Julian Cash Lloyd Glasspool     | 7       | 2              |
| Harri Heliövaara Henry Patten   | 10      | 3              |
| Kevin Krawietz Tim Puetz        | 18      | 4              |
| Joe Salisbury Neal Skupski      | 23      | 5              |
| Simone Bolelli Andrea Vavassori | 27      | 6              |
| Christian Harrison Evan King    | 35      | 7              |
| Hugo Nys Édouard Roger-Vasselin | 39      | 8              |

### Individuales femenino
| N.º | Rank. | Tenista                  | Puntos | Puntos por defender | Puntos ganados | Nuevos puntos | Ronda hasta la que avanzó en el torneo            |
| 1   | 1     | Aryna Sabalenka          | 12 010 | 1000                | 215            | 11 225        | Cuartos de final, perdió ante Elena Rybakina [9]  |
| 2   | 2     | Cori Gauff               | 7669   | 10                  | 215            | 7874          | Cuartos de final, perdió ante Jasmine Paolini [7] |
| 3   | 3     | Iga Świątek              | 6933   | 0                   | 1000           | 7933          | Campeona, venció a Jasmine Paolini [7]            |
| 4   | 4     | Jessica Pegula           | 5488   | 650                 | 65             | 4903          | Tercera ronda, perdió ante Magda Linette [31]     |
| 5   | 8     | Amanda Anisimova         | 3834   | 0                   | 35             | 3859          | Tercera ronda, perdió ante Anna Kalinskaya [28]   |
| 6   | 6     | Madison Keys             | 4579   | 0                   | 120            | 4699          | Cuarta ronda, perdió ante Elena Rybakina [9]      |
| 7   | 9     | Jasmine Paolini          | 3586   | 120                 | 650            | 4116          | Final, perdió ante Iga Świątek [3]                |
| 8   | 11    | Emma Navarro             | 3095   | 10                  | 10             | 3095          | Segunda ronda, perdió ante Ella Seidel [Q]        |
| 9   | 10    | Elena Rybakina           | 3283   | 10                  | 390            | 3663          | Semifinales, perdió ante Iga Świątek [3]          |
| 10  | 13    | Elina Svitolina          | 2944   | 120                 | 10             | 2834          | Segunda ronda, perdió ante Barbora Krejčíková     |
| 11  | 14    | Karolína Muchová         | 2838   | 65                  | 65             | 2838          | Tercera ronda, perdió ante Varvara Gracheva [Q]   |
| 12  | 16    | Ekaterina Alexandrova    | 2676   | 10                  | 120            | 2786          | Cuarta ronda, perdió ante Anna Kalinskaya [28]    |
| 13  | 18    | Liudmila Samsonova       | 2371   | 215                 | 10             | 2166          | Segunda ronda, perdió ante Taylor Townsend [WC]   |
| 14  | 20    | Diana Shnaider           | 2146   | 120                 | 10             | 2036          | Segunda ronda, perdió ante Yue Yuan [LL]          |
| 15  | 17    | Daria Kasatkina          | 2416   | 65                  | 10             | 2361          | Segunda ronda, perdió ante Lucia Bronzetti        |
| 16  | 15    | Clara Tauson             | 2726   | (10)                | 65             | 2781          | Tercera ronda, perdió ante Veronika Kudermetova   |
| 17  | 19    | Belinda Bencic           | 2255   | 0                   | 10             | 2265          | Segunda ronda, perdió ante Veronika Kudermetova   |
| 18  | 22    | Beatriz Haddad Maia      | 2074   | 10                  | 10             | 2074          | Segunda ronda, perdió ante Maya Joint             |
| 19  | 21    | Elise Mertens            | 1996   | 10                  | 65             | 2051          | Tercera ronda, perdió ante Elena Rybakina [9]     |
| 20  | 23    | Linda Nosková            | 1942   | 10                  | 10             | 1942          | Segunda ronda, perdió ante Iva Jovic [LL]         |
| 21  | 26    | Leylah Fernandez         | 1763   | 215                 | 10             | 1558          | Segunda ronda, perdió ante Jéssica Bouzas         |
| 22  | 28    | Magdalena Fręch          | 1711   | 95                  | 10             | 1626          | Segunda ronda, perdió ante Sorana Cîrstea [PR]    |
| 23  | 30    | Jeļena Ostapenko         | 1695   | 10                  | 65             | 1750          | Tercera ronda, perdió ante Lucia Bronzetti        |
| 24  | 29    | Sofia Kenin              | 1708   | (10)                | 10             | 1708          | Segunda ronda, perdió ante Varvara Gracheva [Q]   |
| 25  | 27    | Marta Kostyuk            | 1711   | 120                 | 65             | 1656          | Tercera ronda, se retiró ante Iga Świątek [3]     |
| 26  | 35    | Ashlyn Krueger           | 1404   | 95                  | 65             | 1374          | Tercera ronda, perdió ante Jasmine Paolini [7]    |
| 27  | 33    | Anastasia Pavlyuchenkova | 1449   | 215                 | 10             | 1244          | Segunda ronda, perdió ante Aoi Ito [Q]            |
| 28  | 34    | Anna Kalinskaya          | 1432   | 65                  | 215            | 1582          | Cuartos de final, perdió ante Iga Świątek [3]     |
| 29  | 32    | McCartney Kessler        | 1475   | (10)                | 65             | 1530          | Tercera ronda, perdió ante Ella Seidel [Q]        |
| 30  | 39    | Emma Raducanu            | 1362   | (1)                 | 65             | 1426          | Tercera ronda, perdió ante Aryna Sabalenka [1]    |
| 31  | 40    | Magda Linette            | 1349   | 65                  | 120            | 1404          | Cuarta ronda, perdió ante Veronika Kudermetova    |
| 32  | 31    | Dayana Yastremska        | 1504   | 10                  | 65             | 1559          | Tercera ronda, se retiró ante Cori Gauff [2]      |

- Ranking del 28 de julio de 2025.[10]

#### Bajas femeninas
| Rank. | Tenista        | Puntos antes | Puntos por defender | Puntos ganados | Puntos después | Motivo                     |
| ----- | -------------- | ------------ | ------------------- | -------------- | -------------- | -------------------------- |
| 5     | Mirra Andreeva | 4948         | 215                 | 0              | 4733           | Lesión en el tobillo.      |
| 7     | Qinwen Zheng   | 4553         | 120                 | 0              | 4433           | Lesión en el hombro.       |
| 12    | Paula Badosa   | 2954         | 390                 | 0              | 2564           | Lesión en la espalda baja. |

### Dobles femenino
| Tenista                            | Ranking | Preclasificada |
| Sara Errani Jasmine Paolini        | 12      | 1              |
| Gabriela Dabrowski Erin Routliffe  | 12      | 2              |
| Taylor Townsend Shuai Zhang        | 13      | 3              |
| Veronika Kudermetova Elise Mertens | 19      | 4              |
| Asia Muhammad Demi Schuurs         | 29      | 5              |
| Lyudmyla Kichenok Ellen Perez      | 35      | 6              |
| Tímea Babos Luisa Stefani          | 45      | 7              |
| Hao-ching Chan Xinyu Jiang         | 48      | 8              |

## Campeones

### Individual masculino
Carlos Alcaraz venció a  Jannik Sinner por 5-0, retirado por lesión.

### Individual femenino
Iga Świątek venció a  Jasmine Paolini por 7-5, 6-4

### Dobles masculino
Nikola Mektić /  Rajeev Ram vencieron a  Lorenzo Musetti /  Lorenzo Sonego por 4-6, 6-3, [10-5]

### Dobles femenino
Gabriela Dabrowski /  Erin Routliffe vencieron a  Hanyu Guo /  Alexandra Panova por 6-4, 6-3